# Вирштань
Вирштань (словен. Virštanj) — поселення в общині Подчетртек, Савинський регіон, Словенія. Висота над рівнем моря: 285 м.